# Свети Георги (Семалто)
Вижте пояснителната страница за други значения на Свети Георги.
„Свети Георги“ (на гръцки: Ιερός Ναός Αγίου Γεωργίου) е възрожденска църква в село Семалто (Микро Сули), Гърция, енорийски храм на Зъхненската и Неврокопска епархия.
Построена е през 1835 година от видния дебърски майстор Китан Петров. В църквата рисува друг дебърски майстор Стойче Станков.